# Tour de France 2005/3. Etappe
Die 3. Etappe der Tour de France 2005 führte über eine Distanz von 212,5 Kilometern von La Châtaigneraie im Département Vendée über Cholet und Chinon nach Tours, der Hauptstadt des Départements Indre-et-Loire.
Nach 32 Kilometern hatte sich eine Dreiergruppe, bestehend aus Erik Dekker, Rubens Bertogliati und Nicolas Portal, vom Hauptfeld abgesetzt. Nach rund 100 Kilometern betrug der Maximalvorsprung 5:40 Minuten. Danach schmolz der Vorsprung kontinuierlich dahin. Bertogliati ließ sich rund zwölf Kilometer vor dem Ziel zurückfallen und einholen. Die beiden übrigen Fahrer wurden knapp zwei Kilometer vor dem Ziel eingeholt. Gleichzeitig startete Fabian Cancellara eine letzte Attacke, konnte sich aber nicht absetzen.
Im Massensprint setzte sich wie am Vortag der Belgier Tom Boonen durch. Der Australier Robbie McEwen rempelte seinen Landsmann Stuart O’Grady an und wurde nach dem Rennen von der Jury auf den letzten Platz zurückversetzt. Die beiden Österreicher Peter Wrolich und Bernhard Eisel klassierten sich auf dem 2. und 4. Platz.

## Zwischensprints
1. Zwischensprint in Saint-Michel – Mont Mercure (29 km)
| Erster  | Erik Dekker 6 P. und 6 s         |
| Zweiter | Rubens Bertogliati, 4 P. und 4 s |
| Dritter | Nicolas Portal, 2 P. und 2 s     |

2. Zwischensprint in Coron (79 km)
| Erster  | Nicolas Portal 6 P. und 6 s      |
| Zweiter | Rubens Bertogliati, 4 P. und 4 s |
| Dritter | Erik Dekker, 2 P. und 2 s        |

3. Zwischensprint in Les Trois Moutiers (137 km)
| Erster  | Rubens Bertogliati 6 P. und 6 s |
| Zweiter | Erik Dekker, 4 P. und 4 s       |
| Dritter | Nicolas Portal, 2 P. und 2 s    |

## Bergwertungen
Côte de Pouzauges Kategorie 4 (22 km)
| Erster  | Fabian Wegmann 3 P.    |
| Zweiter | Thomas Voeckler, 2 P.  |
| Dritter | Laurent Brochard, 1 P. |

Côte de Chinon Kategorie 4 (161,5 km)
| Erster  | Erik Dekker 3 P.         |
| Zweiter | Rubens Bertogliati, 2 P. |
| Dritter | Nicolas Portal, 1 P.     |

Côte de la Taconnière Kategorie 4 (179,5 km)
| Erster  | Erik Dekker 3 P.         |
| Zweiter | Rubens Bertogliati, 2 P. |
| Dritter | Nicolas Portal, 1 P.     |